# Intertrigo
El intertrigo o intértrigo (del latín ínter- y tereré, "frotar") es una dermatosis o enfermedad de los pliegues de la piel, causada básicamente por fricción o rozamiento mutuo y repetido de las superficies contrapuestas, más humedad y la infección sobreagregada por bacterias, levaduras u hongos, la más común de las cuales se debe a infección por Candida albicans. Es la forma más común del eritema traumático.
Se manifiesta por una maceración de la piel con fisuras, exudado, erupción y enrojecimiento de las áreas afectadas con ardor o prurito.
Intertrigo se refiere a un tipo de erupción inflamatoria (dermatitis) superficial de la piel que ocurre dentro de los pliegues del cuerpo de una persona. Estas áreas son más susceptibles a la irritación y la posterior infección debido a factores que promueven la degradación de la piel, como la humedad, la fricción y la exposición a secreciones corporales como el sudor, orina o heces. Las áreas del cuerpo con mayor probabilidad de verse afectadas por el intertrigo incluyen el pliegue inframamario, la hendidura interglútea, las axilas y los espacios entre los dedos de manos y pies. La piel afectada por intertrigo es más propensa a la infección que la piel intacta.  
El término "intertrigo" se refiere comúnmente a una infección secundaria con bacterias (como Corynebacterium minutissimum), hongos (como Candida albicans) o virus. Una manifestación frecuente es el intertrigo candidal. 
Ocurre con mayor frecuencia en condiciones cálidas y húmedas. En general, es más común en personas con un sistema inmunitario debilitado, incluidos niños, ancianos y personas inmunocomprometidas. La condición también es más común en personas que experimentan incontinencia urinaria y disminución de la capacidad para moverse.

## Causas
Por lo general se desarrolla a partir del roce de piel cálida y húmeda en áreas como el interior de los muslos y genitales, las axilas, debajo de los senos, la parte inferior del abdomen, detrás de las orejas, y los espacios interdigitales entre los dedos de manos y pies. Generalmente aparece rojo y de aspecto crudo, y también puede picar, supurar y doler. Los intertrigos se presentan con mayor frecuencia entre las personas con sobrepeso, diabetes, restringidas al reposo en cama o el uso de pañales, y personas que usan dispositivos médicos, como extremidades artificiales, que atrapan la humedad contra la piel. Además, hay varias enfermedades de la piel que pueden causar su desarrollo, como dermatitis o psoriasis inversa. 

### Bacteriano
El intertrigo bacteriano puede ser causado por estreptococos y Corynebacterium minutissimum.

## Diagnóstico
Puede ser diagnosticado clínicamente por un profesional médico después de tomar un historial completo y realizar un examen físico detallado. Muchas otras afecciones de la piel pueden imitar su apariencia, como eritrasma, psoriasis inversa, sarna, pioderma, dermatitis atópica, candidiasis, dermatitis seborreica e infecciones fúngicas de la piel superficial causadas por la tiña versicolor o la tiña del cuerpo.

## Tratamiento
El intertrigo se trata abordando las infecciones asociadas, eliminando la humedad del sitio y utilizando sustancias para ayudar a mantener la integridad de la piel. Si el individuo tiene sobrepeso, adelgazar también puede ayudarle. Las recaídas de intertrigo son comunes. 
Mantener el área del intertrigo seca y expuesta al aire puede ayudar a prevenir las recurrencias, al igual que eliminar la humedad del área utilizando telas absorbentes o polvos corporales, incluyendo almidón de maíz y antitranspirantes utilizados con prudencia. 
Las grasas, aceites y ungüentos de barrera pueden ayudar a proteger la piel de la humedad y la fricción. Los polvos antifúngicos, más comúnmente clotrimazol al 1%, también se pueden usar junto con una pomada de barrera. El ungüento para la dermatitis por pañal también puede ayudar. 
Las infecciones fúngicas asociadas con el intertrigo pueden tratarse con antifúngicos recetados aplicados directamente a la piel (en la mayoría de los casos) o antifúngicos sistémicos, incluidos fluconazol, nistatina y griseofulvina. 
El intertrigo es también un síntoma conocido de deficiencia de vitamina B6.